# سوق الأضاليل
سوق الأضاليل: رواية دون بطل (بالإنجليزية: Vanity Fair: A Novel without a Hero) هي رواية بقلم الكاتب الإنكليزي وليام ميكبيس ثاكري، ونشرت أول مرة بين عامي 1847-48، وهي تسخر من المجتمع البريطاني في بداية القرن التاسع عشر. وهي تروي قصة امرأتين هما بيكي شارب وأميليا سيدلي وسط أصدقائهما وعائلاتهما. والرواية تعتبر من كلاسيكيات الأدب الإنكليزي واقتبست إلى عدة أفلام. في عام 2003، تم وضعها في المرتبة 122 ضمن استطلاع القراءة الكبيرة الذي أجرته البي بي سي عن أكثر الكتب المحبوبة في المملكة المتحدة.

## أعمال فنية مقتبسة من الرواية

### الإذاعة
في عام 1940 بثت إذاعة (سي بي اس) عمل مقتبس من الرواية (كامبل بلايهاوس)، من إخراج الفنان أورسن ويلز، وبثت إذاعة (إن بي سي راديو) سلسلة (فايفرت ستوري) تضمنت ساعة مقتبسة عن الرواية من بطولة جوان لورينغ في دور بيكي شارب في عام 1947، وفي عام 2004 بثت (بي بي سي) اقتباس عن الرواية ل ستيفن وايت، وبطولة إيما فيلدينغ بدور بيكي شارب.

### السينما
صدرت في الأعوام 1911، 1915، 1920، 1923 أربعة أفلام صامتة اقتبست عن الرواية. وفي عام 1932 أخرج تشستر فرانكلين فيلم عن الرواية من بطولة ميرنا لوي. وفي عام 1935 عرض أول فيلم مصور بالألوان بعنوان (بيكي شارب)، من بطولة ميريام هوبكنز وفرانسيز دي. وفي عام 2004 لعبت الممثلة ريس ويذرسبون دور (بيكي شارب) في فيلم (فانتي فير) إخراج ميرا ناير.

### التلفزيون
أنتجت هيئة الإذاعة البريطانية (بي بي سي) في الأعوام 1956 و1967 و1987 و1998 أربع مسلسلات عن الرواية. وفي عام 2018 صدرت عن الرواية 7 أجزاء من قبل الشبكة البريطانية (أي تي و) أمازون ستوديو بطولة أوليفيا كوك ومايكل بالين.

### المسرح
عرض على مسرح (بيرل) في عام 2017 نص مقتبس عن فانتي فير لكايت هامل وإخراج إريك تاكر وبطولة ماريان داشوود. وفي عام 2019 عرض ذات النص أخرجته جيسيكا ستون وأنتجه مسرح شكسبير.

## وصلات خارجية
- سوق الأضاليل على موقع الموسوعة البريطانية (الإنجليزية)

- Vanity Fair (1906) Thomas Nelson and Sons, New York (In one volume)
- The Victorian Web – Thackeray's Illustrations to Vanity Fair
- كتاب مجاني: Vanity Fair على مشروع غوتنبرغ
- Vanity Fair at Feedbooks
- Vanity Fair at Planet PDF نسخة محفوظة 4 يوليو 2010 على موقع واي باك مشين.
- Vanity Fair at Penn State University نسخة محفوظة 25 سبتمبر 2014 على موقع واي باك مشين.